# Giovanni Antonio Requesta
Giovanni Antonio Requesta detto il Corona (Padova, 1481 – Padova, 1528) è stato un pittore italiano.

## Biografia

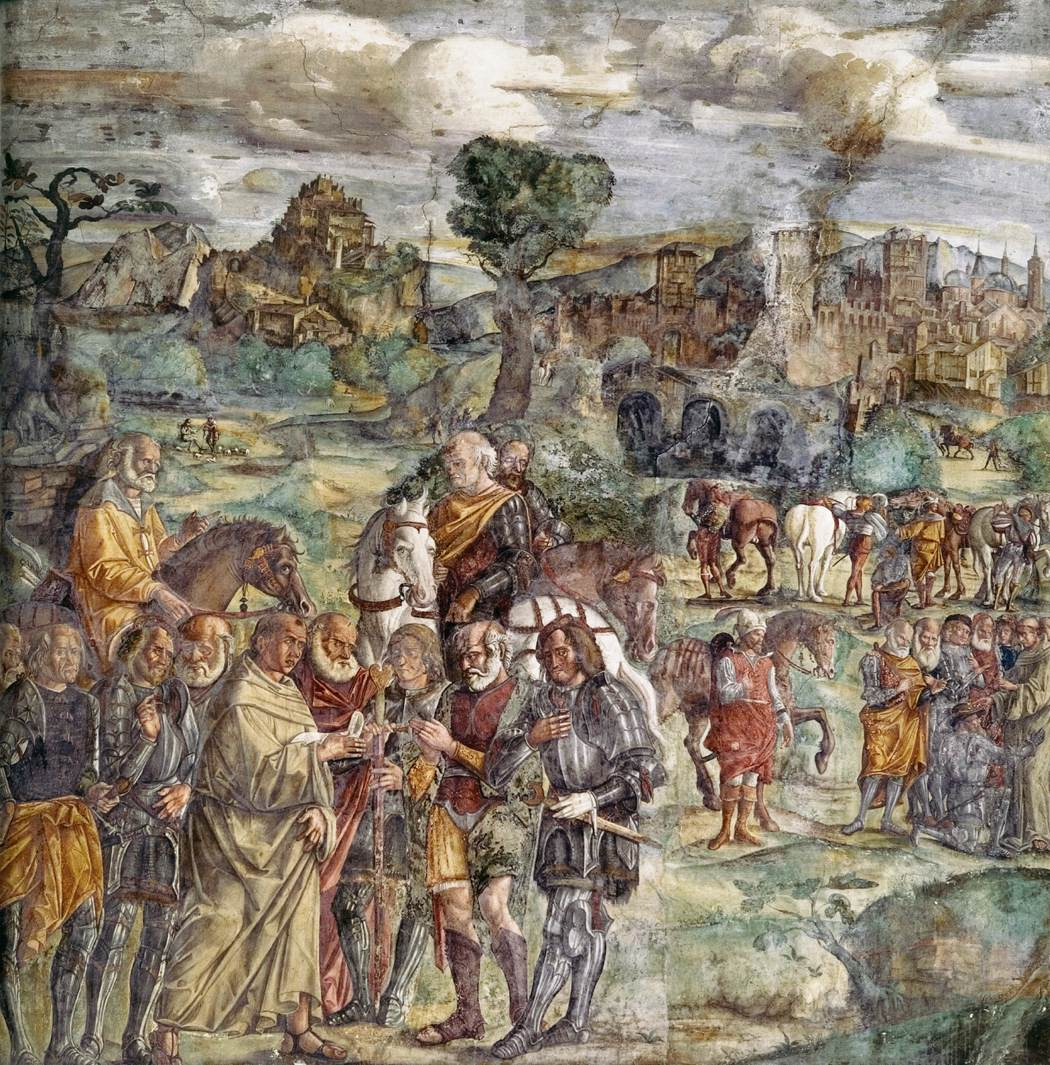
Sant'Antonio affronta il tiranno Ezzelino a Verona, Sala Capitolare, Scuola del Santo, Padova

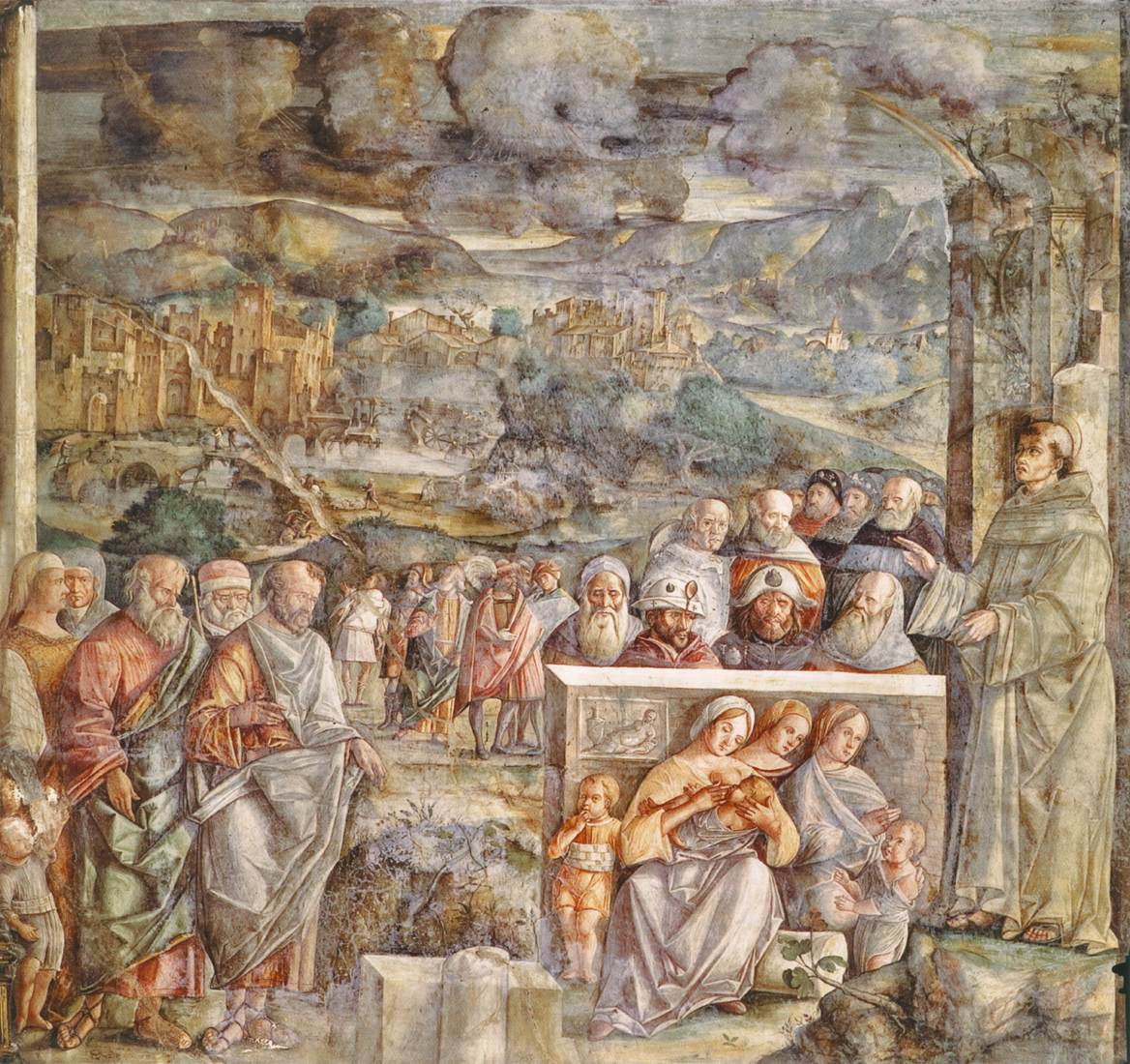
Sant'Antonio giunge a Padova, dove riporta la pace tra i cittadini con la forza e la soavità della sua predicazione, Sala Capitolare, Scuola del Santo, Padova

Lavorò agli affreschi nella Sala Capitolare della Scuola del Santo a Padova, insieme ad altri pittori tra cui Tiziano; dipinse due affreschi sulle pareti della stanza, che descrivono storie della vita di Sant'Antonio, utilizzando uno stile che si avvicina a Andrea Mantegna.